# North Kyme
North Kyme – wieś i civil parish w Anglii, w Lincolnshire, w dystrykcie North Kesteven. W 2011 civil parish liczyła 431 mieszkańców. North Kyme jest wspomniana w Domesday Book (1086) jako Nortchime.